# Kleine Heiloop
De Kleine Heiloop is een kleine beek die ten westen van Meerle ontspringt. De lengte van het beekje is ongeveer 2 kilometer.

## Loop
Hij ontspringt uit meerdere slootjes ten westen van Meerle. Als de slootjes allemaal zijn samengekomen, kruist hij bij Meerle de Langstraat. Verder stroomafwaarts mondt de Kleine Heiloop uit in de Heerlese Loop.